# Noorderend
Noorderend of Noordereind (Fries: Noarderein) is een buurtschap of gehucht in de gemeente Smallingerland, in de Nederlandse provincie Friesland. Noorderend ligt direct ten noordoosten van Drachten, tegen de N31 (Wâldwei) aan de gelijknamige weg. Noorderend heeft een eigen buurtvereniging, deze zorgde er voor dat de buurtschap in 2011 witte plaatsnaamborden kreeg.
De buurtschap lag oorspronkelijk in het verlengde van de Noorderdwarsvaart van Drachten. 
Steden, dorpen en gehuchten: Boornbergum · De Tike · De Veenhoop · De Wilgen · Drachten · Drachtstercompagnie · Goëngahuizen · Houtigehage · Kortehemmen · Nijega · Opeinde · Oudega · Rottevalle · Smalle Ee

Buurtschappen: Buitenstverlaat · De Gaasten · De Kooi · Egbertsgaasten · Hooidammen · Luchtenveld · Middelburen · Noorderend · Opperburen · Siteburen · Uiteinde · Wierren · Zandburen · Zuidereind 

Friesland: Steden en dorpen      Nederland: Provincies · Gemeenten